# Grab (Kalisz)
Pour les articles homonymes, voir Grab.
Grab est une localité polonaise de la gmina de Szczytniki, située dans le powiat de Kalisz en voïvodie de Grande-Pologne.